# Malanite
La malanite (simbolo IMA: Mla) è un raro minerale del supergruppo dello spinello e in particolare dei tiospinelli, nella cui famiglia occupa un posto nel sottogruppo della carrollite; appartiene alla classe minerale dei "solfuri e solfosali" con composizione chimica Cu1+(Ir3+Pt4+)S4 o con composizione idealizzata CuPt2S4 e quindi, chimicamente parlando, è un solfuro di rame-platino, in cui una parte del platino è generalmente rappresentata dall'iridio.

## Etimologia e storia
La malanite è stata scoperta in un giacimento di placer nella valle del fiume Malan vicino al villaggio di Shuangfeng nella contea di Xinglong, nella provincia dello Hebei (Cina), durante un'indagine preliminare sui minerali di platino cinesi nelle rocce peridotitiche. Una prima analisi e descrizione è stata effettuata già nel 1974 da Yu Zuxiang, S. J. Lin, P. Chao, C. S. Fang e C. S. Huang, che hanno chiamato il minerale come la sua località tipo nella valle di Malan.
Dopo che Z. Peng, C. Chang e L. Ximen hanno ricalcolato la struttura della malanite nel 1978, Yu Zuxiang ha anche riesaminato il minerale e lo ha confrontato con la dayingite, anch'essa descritta per la prima volta nel 1974. Quest'ultima si è rivelata essere una varietà di malanite ricca di cobalto, motivo per cui il suo esame è stato ritirato per il riconoscimento. La malanite, d'altra parte, è stata presentata per l'esame nel 1995 (voce interna IMA nº 1995-003), che ha riconosciuto la malanite. La pubblicazione di questa descrizione è seguita un anno dopo sulla rivista cinese Acta Geologica Sinica ed è stata confermata nuovamente nel 1997 con la pubblicazione di New Mineral Names sulla rivista in lingua inglese American Mineralogist.
Il campione tipo del minerale è conservato nell'Istituto geologico dell'Accademia cinese delle scienze a Pechino.

## Classificazione
La nona edizione della classificazione dei minerali di Strunz, aggiornata dall'IMA fino al 2009, elenca la malanite nella classe "2. Solfuri e solfosali (solfuri, seleniuri, tellururi; arseniuri, antimoniuri, bismuturi; solfoarseniuri, solfoantimonuri, solfobismuturi, ecc.)" e nella sottoclasse "2.D Solfuri metallici, M:S = 3:4 e 2:3"; questa viene ulteriormente suddivisa in base al rapporto tra metallo (M) e zolfo (S) in modo che la malanite possa essere trovata nella sezione "2.DA M:S = 3:4" dove insieme a cadmoindite, cuprokalininite, cuproiridsite, cuprorhodsite, ferrorhodsite, florensovite, greigite, indite, kalininite, fletcherite, trüstedtite, bornhardtite, carrollite, daubréelite, linnaeite, polidimite, siegenite, tyrrellite, violarite e xingzhongite forma il sistema nº 2.DA.05.
Tale classificazione è mantenuta anche nell'edizione successiva, proseguita dal database "mindat.org" e chiamata Classificazione Strunz-mindat dove ai minerali già citati si aggiungono berndlehmannite, joegoldsteinite, nickeltyrrellite e shiranuiite.
La classificazione dei minerali secondo Dana, che viene utilizzata principalmente nel mondo anglosassone, classifica la malanite nella classe dei "solfuri e solfosali" e lì nella sottoclasse dei "minerali solfuro"; la si trova nel "gruppo della linnaeite (Isometrico: Fd3m)" con il sistema nº 02.10.01 nell'ambito della suddivisione dei "solfuri – compresi seleniuri e tellururi – con composizione AmBnXp, con (m+n):p = 3:4".

## Chimica
Nella composizione (teoricamente) ideale, cioè pura, di malanite (CuPt2S4), il minerale è costituito da rame (Cu), platino (Pt) e zolfo nel rapporto di 1:2:4 tipico degli spinelli. Ciò corrisponde a una frazione di massa (% in peso) del 10,92% di rame, del 67,04% in peso di platino e del 22,04% in peso di zolfo.
Tuttavia, un totale di cinque analisi con microsonda di grani provenienti da minerali di solfuro di nichel-rame magmatici e sei analisi di grani provenienti da concentrati di placer hanno mostrato una diversa composizione media degli elementi principali, da 10,7 a 10,9 Cu, da 37,0 a 47,4 Pt e da 22,6 a 23, 8S e contenuti aggiuntivi dal 15,5 al 23,2% in peso di iridio (Ir), dall'1,1 al 2,21% in peso di cobalto (Co), dallo 0,7 all'1,5% in peso di rodio (Rh), dallo 0,6 allo 0,7% in peso di ferro (Fe), 0 fino allo 0,5% in peso di palladio (Pd) e dallo 0 allo 0,3% in peso di nichel (Ni).
Questi valori corrispondono alle composizioni empiriche:
{\displaystyle {\ce {(Cu_{0,93}Fe_{0,06})_{\Sigma =0,99}(Pt_{1,03}Ir_{0,66}Rh_{0,04}Pd_{0,03}Co_{0,21}Ni_{0,03})_{\Sigma =2,00}S_{4,03}}}}
oppure:
{\displaystyle {\ce {(Cu_{0,95}Fe_{0,07})_{\Sigma =1,02}(Pt_{1,37}Ir_{0,45}Co_{0,11}Rh_{0,08})_{\Sigma =2,01}S_{3,97}}}}
che sono stati idealizzati alla formula pura menzionata all'inizio.
Nel corso della riorganizzazione della nomenclatura e della classificazione del supergruppo dello spinello nel 2018, la composizione è stata ridefinita e da allora è stata data come Cu1+(Ir3+Pt4+)S4.
La malanite forma una serie di cristalli misti senza interruzioni con cuproiridsite (CuIr2S4) e cuprorodsite (CuRh2S4), ma può anche formare soluzioni solide con i tiospinelli carrollite (CuCo2S4) e fletcherite (CuNi2S4).

## Abito cristallino
La malanite cristallizza nel sistema cubico nel gruppo spaziale Fd3m (gruppo nº 227) con la costante di reticolo a = 10,005 Å e 8 unità di formula per cella unitaria.

## Modificazioni e varietà
Una varietà ricca di cobalto, classificata originariamente come specie a sé stante, è conosciuta come dayingite (Cu(Pt3+,Co3+)2S4).

## Origine e giacitura
La malanite si forma in minerali di platino di tipo peridotite e si trova prevalentemente nei depositi alluvionali. Oltre al platino e all'osmio nativi, vari solfuri come bornite, laurite, pentlandite e pirrotite, altri minerali di platino come cooperite, isoferroplatino, moncheite e sperrylite, magnetite, olivina, pirosseno, serpentino e pirrotite possono essere trovati come minerali di accompagnamento.
Essendo una rara formazione mineraria, la malanite è stata rilevata solo in pochi luoghi, con circa 40 siti documentati in tutto il mondo. In Cina, oltre alla sua località tipo nella contea di Xinglong, il minerale è stato scoperto in altri luoghi della provincia dello Hebei, come la contea autonoma manciù di Fengning e la contea di Luanping e la municipalità di Tangshan.
In Europa, la malanite è stata finora trovata solo nella miniera a cielo aperto di "Konstantinovo" vicino a Kameno nel distretto di Burgas, nel giacimento PGE di "Kirakkajuppura" nella parte finlandese della Lapponia, così come vicino a Ojén e nella Serranía de Ronda nella provincia spagnola di Malaga.
Altri siti includono Australia, Brasile, Bulgaria, Costa d'Avorio, Finlandia, Francia, India, Canada, Mongolia, Myanmar, Nuova Caledonia, Russia, Spagna, Sud Africa e lo stato americano della Pennsylvania.

## Forma in cui si presenta in natura
La malanite cristallizza nel sistema cristallino cubico e sviluppa cristalli ottaedrici e dodecaedrici fino a circa 0,2 mm di dimensione, ma si presenta anche sotto forma di aggregati minerali granulari o massicci. Il minerale è opaco in qualsiasi forma e mostra una lucentezza metallica sulle superfici dei cristalli grigio acciaio. Su superfici lucide, la malanite può anche apparire di un bianco brillante con una sfumatura dal marrone al verde. Tuttavia, il colore del suo striscio è sempre nero.